# Greta Danielle Newgren
Greta Danielle Newgren ist eine ehemalige US-amerikanische Schauspielerin.

## Leben
Newgren trat 1999 in einer Episode der Fernsehserie Nash Bridges als Schauspielerin erstmals in Erscheinung. 2001 folgte eine Nebenrolle im Film Bartleby, wo sie neben David Paymer zu sehen war. 2002 erhielt Newgren die Rolle der Kylie Hamilton im Katastrophenfilm Inferno – Gefangen im Feuer. Dort spielte sie Janet Gunns Filmtochter, die als Brandstifterin angeklagt wird. Danach zog sich Newgren vom Filmschauspiel zurück.

## Filmografie (Auswahl)
- 1999: Nash Bridges (Fernsehserie, Episode 5x07)
- 2001: Bartleby
- 2002: Inferno – Gefangen im Feuer (Inferno)